# Pentarrhinum
Pentarrhinum +e um género de plantas da família Apocynaceae, primeiro descrito como género em 1838. É nativo de África.

## Espécies
As espécies deste género são:
1. Pentarrhinum abyssinicum Decne.
2. Pentarrhinum balense (Liede) Liede
3. Pentarrhinum coriaceum Schltr.
4. Pentarrhinum gonoloboides (Schltr.) Liede
5. Pentarrhinum insipidum E.Mey.
6. Pentarrhinum ledermannii (Schltr.) Goyder & Liede
7. Pentarrhinum somaliense (N.E. Br.) Liede

## Anteriormente incluídas
Anteriormente incluídas neste género:
Movidas para outros géneros (Pentatropis, Tylophora)
1. Pentarrhinum fasciculatum K.Schum., sinónimo de Pentatropis nivalis (J.F.Gmel.) D.V.Field & J.R.I.Wood
2. Pentarrhinum iringense Markgr., sinónimo de Tylophora iringensis (Markgr.) Goyder